# Aberdour
Aberdour (gaélique écossais : Obar Dobhair) est un village sur la côte sud de Fife, à 13 kilomètres d'Édimbourg, en Écosse. Il est situé sur la rive nord du Firth of Forth, vers l'île d'Inchcolm.
Le château d'Aberdour, ancienne résidence des Mortimer, des Douglas et des Morton y est construit.